# Katedrála v Basileji
Katedrála v Basileji (někdy též katedrála Münster) (německy Basler Münster) je jedna z nejvýznamnějších památek tohoto švýcarského města. Je typická svou červenou barvou. Její výstavba probíhala v letech 1019 –1500. Nachází se na náměstí Münsterplatz.

## Historie
Prvním basilejským biskupem byl zvolen Justinianus Rauricorum, který sem byl povolán z chrámu Augusta Raurica. Informace o dalších biskupech jsou neúplné a až do 9. století jich mnoho nemáme. Až do 9. století není archeologicky prokázáno, že by na místě dnešního Münsteru stál nějaký chrám. První chrám zde byl vystavěn v letech 805–823 pod vedením tehdejšího basilejského biskupa Haito, po němž byl i pojmenován. Zničen byl roku 917.

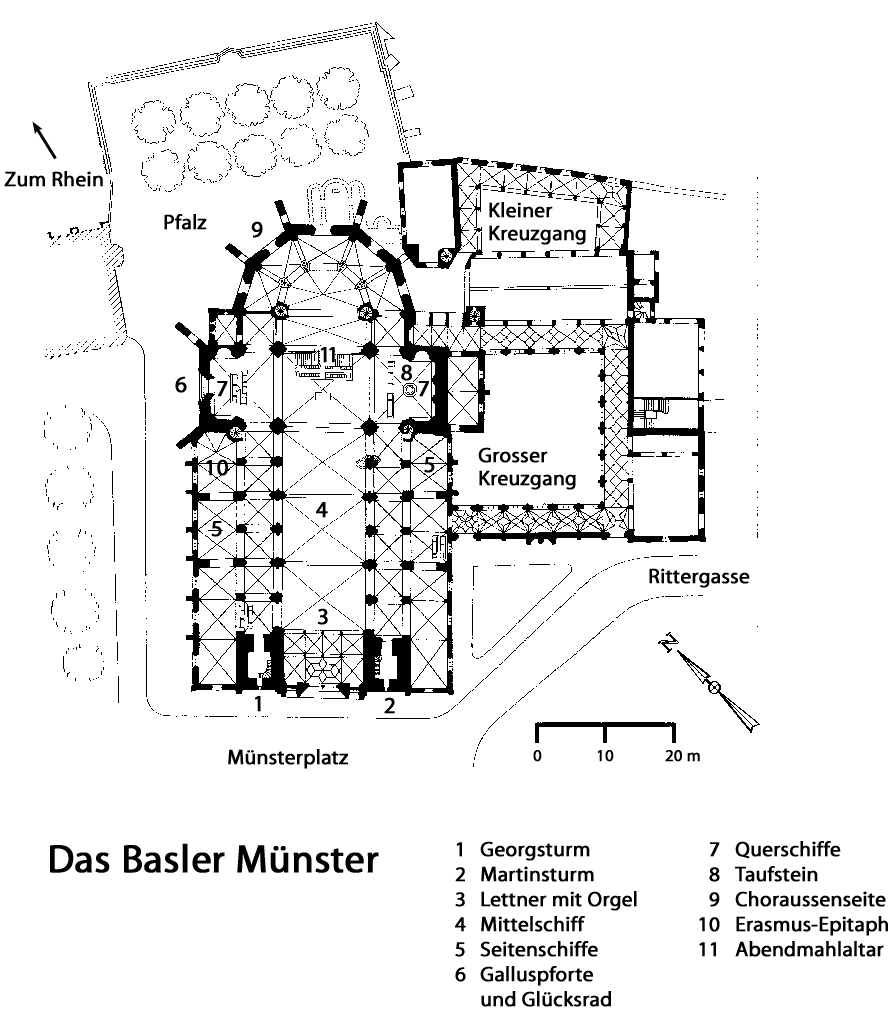
Půdorys katedrály

Stavba Münsteru započala v roce 1019. Dnešní podoba budovy pochází převážně z doby okolo roku 1225. V roce 1356 bylo zemětřesením zničeno pět kostelních věží i kostelní klenba. Opravena byla roku 1363 Johannesem z Gmündu. Ulrich Ensingen, který projektoval obě věže, v letech 1421–1429 prodloužil severnější věž, jižnější pak byla zvýšena v roce 1500 Hansem Nussdorfem. V druhé čtvrtině 15. století zde probíhalo několik jednání Basilejského koncilu. Od tohoto roku na katedrále žádné významné přestavby neprobíhaly, pouze ve 20. století došlo k několika menším rekonstrukcím, které měly zvýraznit románské prvky.

### Destrukce náboženských obrazů
V letech 1528–1529 bylo v rámci obrazoborectví zničeno mnoho místních obrazů. Nejdrsnější útok na interiér katedrály proběhl 9. února 1529, kdy zhruba ve 13 hodin proniklo z hustě zalidněného tržiště dovnitř asi 40 ozbrojených mužů. Po zničení hlavního oltáře šli hledat posilu. Místní kaplani se pokusili zatím zabarikádovat vstup, ale skupina posílená asi na 200 mužů barikádu prorazila. Byly napáchány vysoké škody na oltářích, obrazech i křížích a dalších náboženských symbolech. Později odpoledne se toto šílenství rozšířilo i do dalších kostelů v Basileji.

## Exteriér

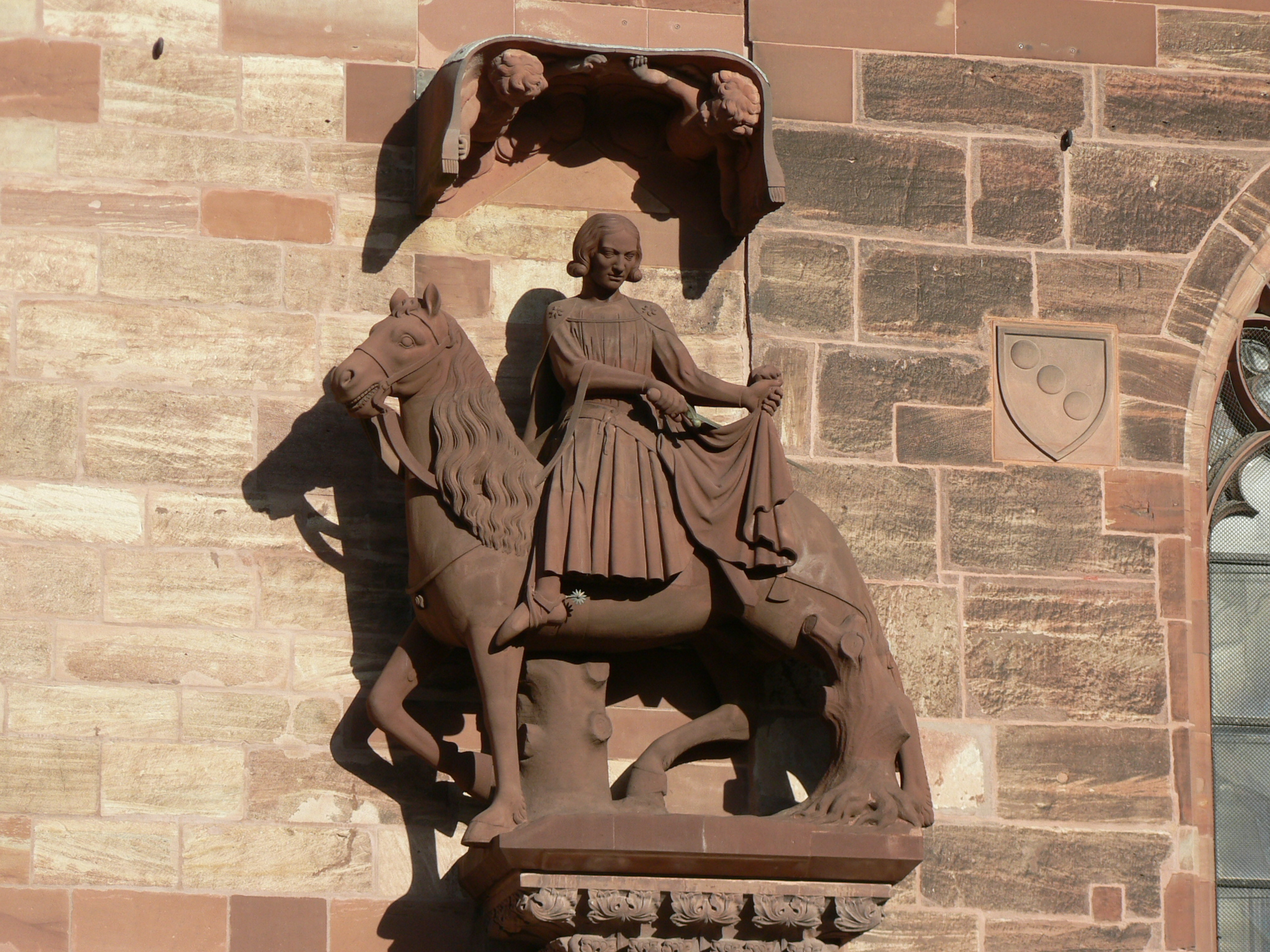
Socha svatého Martina

### Věže
Hlavnímu průčelí, které směřuje na západ, vévodí dvě věže o výškách 64,2 a 62,7 metrů. Věže jsou pojmenovány Jiří (64,2 m) a Martin. Sochy obou světců se nacházejí v nižších částech věží. Socha Martina pochází z roku 1320 a světec je zde vyobrazen na koni. Socha Jiřího pochází z roku 1372 a Jiří taktéž sedící na koni zde bojuje s malým drakem. Na boku Martinovy věže se nacházejí sluneční hodiny, které však ukazují špatný čas. Na obě věže lze vystoupat po 224 schodech. V Martinově věži lze vidět vnitřní stranu hodin na ní umístěných.

### Hlavní vchod
Původně se u hlavního vchodu nacházela socha Panny Marie a tympanonu byl zobrazen Poslední soud. Oboje však bylo v rámci obrazoborectví zničeno. Dnes jsou nalevo od hlavního vchodu sochy zakladatelů katedrály – Jindřicha II. a jeho manželky Gisely Burgundské. Jindřich je vyobrazen mladý, bez vousů; v ruce drží model katedrály na znamení, že on je jejím zakladatelem. Vpravo jsou dvě sochy mladých žen.

## Interiér

### Loď kostela

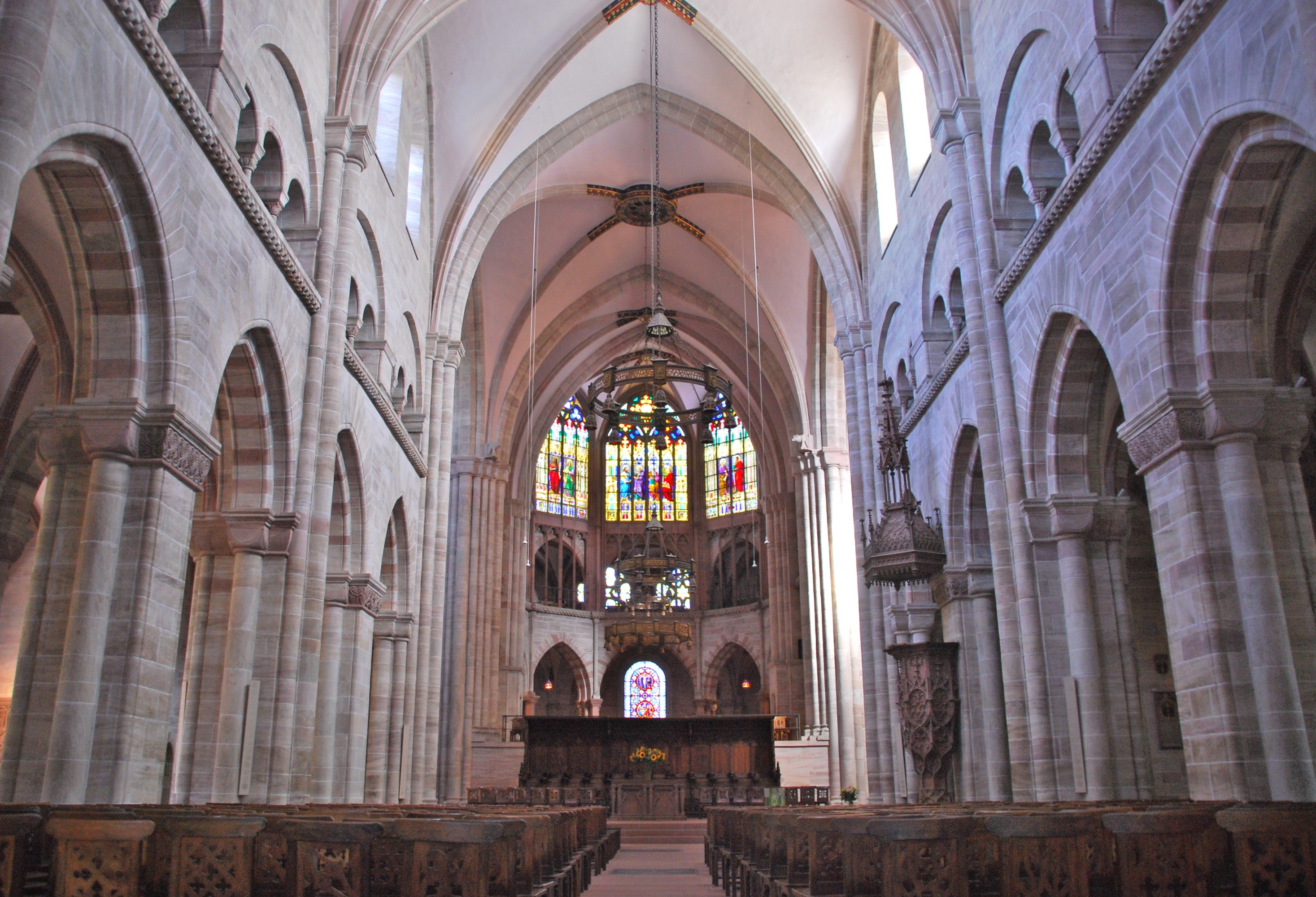
Hlavní loď katedrály

Trojlodní kostel je 65 metrů dlouhý a 32,5 metrů široký. Další dvě lodě byly přistavěny, kostel je dnes pětilodní. Barevná skla v oknech pocházejí z 19. století. V gotickém kněžišti se nachází novogotická okna. Ve velkém prostředním okně jsou znázorněni 4 evangelisté. Zajímavá jsou i okna severní a jižní příčné lodě, která zobrazují křest Krista. Klenba katedrály je gotická. Při restaurátorských pracích bylo zjištěno, že zde byl vymalován Mariánský cyklus, který vznikl k roku 1400. Je však viditelný pod UV zářením. V jižní lodi najdeme kamennou křtitelnici z roku 1465, biskupský trůn z roku 1380 a kazatelnu z roku 1486.

### Varhany
Podle dokumentu z roku 1303 se v Basileji nacházely nejstarší varhany ve Švýcarsku. Po basilejském zemětřesení byly však vyměněny. Kvůli reformaci byla hra na varhany mezi roky 1529 a 1561 zakázána. Současné varhany v katedrále pocházejí z roku 2003. Navrženy byly Peterem Märklim a postaveny varhaníkem Mathisem. Tělo varhan bylo zkonstruováno tak, aby nezakrývalo okno.